# Међурежањске артерије бубрега
Међурежањске артерије бубрега, кортикалне радијалне артерије или интерлобуларне артерије  јесу бубрежни крвни судови који  излазе под правим углом са стране лучних артерија које гледају према кортикалној супстанци. Међурежањске артерије пролазе директно пут споља између медуларних зрака да би дошле до фиброзне тунике, где се завршавају у капиларној мрежи овог дела бубрега. Ови крвни судови се не анастозирају једни с другима, већ формирају крајње артерије. У свом спољашњем току, дају бочне гране, које су аферентне артериоле које снабдевају бубрежна телешча. Аферентне артериоле, затим, улазе у Бауманову капсулу и завршавају се у гломерулу.

## Анатомија
Свака бубрежна артерија настаје директно из трбушне аорте и када прође кроз хилум, дели се на низ међурежањских (интерлобарних)  артерија, које снабдевају сваки лобулу бубрега. Ове артерије затим стварају лучне артерије, које пролазе дуж кортикомедуларне границе и док то чине, међурежањске артерије избијају и продиру у кору бубрега. Међурежањске артерије стварају аферентне артериоле, које се у почетку гранају под правим углом, али затим под све косим угловима како се приближили спољашњем делу коре бубрега. Аферентне артериоле воде у гломерул, који је изданак од око 50 капиларних петљи које се на крају спајају дајући еферентне артериоле.
На најудаљенијим нивоима кортекса, еферентне артериоле се затим деле да би створиле перитубуларне капиларе и окружују проксималне тубуле, који чине већину тубула у овом региону. Еферентне артериоле које настају из гломерула који се налазе на кортикомедуларној граници окрећу се и продиру у спољашњу медулу где се деле и формирају међуснопни комплекс капилара, који окружују узлазни дебели део Хенлеове петље, или продиру у унутрашњу медулу и папиле из које настају силазне васа ректа (ДВР) и узлазне ваза ректа  крвни судови, који окружују силазне и узлазне танке Хенлеове петље. Силазне васа ректа  имају мале ћелије изведене из глатких мишића, периците, који окружују крвни суд који су у стању да мења пречник, а тиме и проток крви кроз крвне судове.
Како се крв креће из кортикалног и медуларног слоја, она се одводи у мрежу венула које се конвергирају у међурежањске вене, лучну, међурежањску, а затим бубрежну вену, која излази из бубрега и наставља се на доњу шупљу вену.